# 宅吉路街道
宅吉路街道，是中华人民共和国贵州省貴陽市云岩区一个已撤销的街道办事处。
2012年前，下辖：吉祥社区、半边街社区、永安社区、盐务社区、盐吉社区、扁井社区、南娅社区、金仓社区和银通社区。2012年8月14日，贵阳市人民政府通知决定撤销49个街道办事处，设立90个社区服务中心。